# Victoria Scone
Victoria Scone es el nombre artístico de Emily "Victoria" Diapre, una drag queen y artista de cabaret más conocida por competir en la tercera temporada de RuPaul's Drag Race UK, donde fue la primera mujer cisgénero en concursar en cualquier serie de la franquicia Drag Race.

## Primeros años
Diapre nació en Portsmouth.

## Carrera
Diapre es una actriz, cantante y bailarina de formación profesional.  Antes de convertirse en un artista de drag a tiempo completo, Diapre trabajó como coordinadora de ventas y eventos. Eligió el nombre artístico de Victoria Scone porque quería "algo muy británico". “Quería algo comestible, siendo una mujer curvilínea como soy.  También es un juego de palabras como ‘Where's Victoria? Victoria’s gone!’.
Diapre compitió en la tercera temporada de RuPaul's Drag Race UK, siendo la primera mujer cisgénero en competir en cualquier temporada de la franquicia Drag Race. Ella había estado haciendo drag durante aproximadamente tres años cuando compitió en el programa. Se vio obligada a retirarse del programa en el tercer episodio después de romperse parcialmente el ligamento cruzado anterior.

## Vida personal
Diapre vive en Cardiff. En Drag Race UK, habló sobre una lucha anterior con la bulimia nerviosa. Ella es una mujer cisgénero y lesbiana que usa los pronombres she/her dentro y fuera del drag.

## Filmografía

### Televisión
- RuPaul's Drag Race UK (Temporada 3)